# The Psychology of The Simpsons
The Psychology of The Simpsons: D'oh! (em português:  A Psicologia de Os Simpsons: D'oh!) é um livro do gênero não ficção que analisa temas de ficção sobre a série Os Simpsons. O livro reúne conteúdo de vários contribuintes, incluindo psicólogos, conselheiros e terapeutas de várias escolas, foi editado por Alan S. Brown, Ph.D., e Chris Logan, e foi publicado em 1 de março de 2006 pela editora BenBella Books.

## Antecedentes
O livro foi publicado em 1 de março de 2006 por BenBella Books e é parte da série "Psychology of Popular Culture", conhecida como "Smart Pop". Outros livros dessa série incluem obras que relacionam psicologia com temas da cultura pop, tais como: Superman, X-Men e Matrix. A série da BenBella já publicou mais de 48 títulos desde 2003, sendo inspirada na semelhante série filosófica pop da editora Open Court Publishing Company.
Seus editores foram Alan S. Brown, Ph.D., e Chris Logan. Brown é professor de psicologia e Logan é um conferencista no mesmo campo. O livro é destinado aos fãs de Os Simpsons e para os estudantes acadêmicos de psicologia.

## Conteúdo
O livro reúne conteúdo de vinte e nove colaboradores, incluindo psicólogos, conselheiros, professores e terapeutas escolares, juntamente com o conteúdo de Brown e Logan. The Psychology of The Simpsons: D'oh! é composto por mais de 15 ensaios.
A maioria dos ensaios descreve como Os Simpsons refletem e representam a família americana Os temas gerais debatidos no livro incluem: família, abuso de álcool, relacionamentos, auto-estima, sexo e gênero e personalidade. Entre os tópicos específicos no campo da psicologia aparecem psicologia clínica, cognição, psicologia anormal, psicologia evolucionista, ludomania, condicionamento clássico e terapia familiar. Contribuintes como Denis M. McCarthy, professor assistente de psicologia da Universidade de Missouri, analisou os fatores de risco para o alcoolismo apresentados em Os Simpsons. McCarthy cita a evitação passiva de aprendizagem de Bart como um fator de risco, e observa que Maggie está em um alto risco de abuso de substâncias, devido a tendências violentas. Um capítulo analisa os efeitos do abuso de substâncias e fornece algumas lições para qualquer um que pode estar lidando com o tema, ou um amigo ou membro da família. Sobre a questão do abuso de substâncias, o livro aborda Barney Gumble e seu alcoolismo e o tempo de Homer gasto no Bar do Moe.
Também aborda a questão das respostas condicionadas em relação à aprendizagem. Ele também mostra a ideia de que a maioria das pessoas pode ser tratada com relativa facilidade e que os grandes grupos de pessoas podem ser condicionados a acreditar em qualquer coisa contanto que não haja ninguém para apresentar provas do contrário, exemplificando com episódios.
Cada capítulo contém material comparando episódios de Os Simpsons com as questões da psicologia acadêmica. O editor Chris Logan explicou: " O conteúdo do livro é realmente muito sério, mas não é apresentado de tal forma." The Simpsons Archive também descreve o equilíbrio entre humor e as teorias acadêmicas do livro: "Felizmente, apesar das inúmeras referências a várias teorias psicológicas e estudos acadêmicos, o livro passa longe de se tornar muito grave e consegue manter uma forma divertida durante todo o enredo." Os autores também mencionaram: "Cada ensaio é projetado para ser acessível, atencioso e divertido, enquanto fornece ao leitor conhecimento de ambos os assuntos, Os Simpsons e pensamentos psicológicos."

## Recepção
O livro foi bem recebido pela Universidade Metodista Meridional. Na introdução de uma entrevista com um dos editores do livro, o entrevistador observou: "A capa patética, com sua ilustração do cérebro saturado de Homer e com as palavras "cerveja" e "TV", e você encontra análise de telespectadores e estudantes de psicologia" O livro também recebeu menção positiva no The Times, no qual Andrew Billen escreveu: "Posso elogiar a leitura de D'Oh !: The Psychology of The Simpsons e The Sopranos, uma vez que ambos são shows resistentes o suficiente para suportar estudos intelectuais" Um artigo no "The Archive Simpsons" também escreveu positivamente sobre a obra: "A conexão com o show e seus eventos é sólida e seus pontos psicológicos são ilustrados usando trechos explicativos de "Os Simpsons"".